# Iwar Swensson
Iwar Samuel "Iffa-Sven" Swensson (7 de novembro de 1893 - 18 de junho de 1934) foi um futebolista da Suécia que competiu nos Jogos Olímpicos de Verão de 1912.
Ele foi um membro do time olímpico de futebol da Suécia em 1912. Ele jogou uma partida como dianteira em uma partida do torneio principal, como também, uma partida no torneio de consolação. Ele marcou dois gols no torneio principal.